# Veragri
I Veragri (lingua greca: Οὐάραγροι) furono un'antica tribù stanziata nell'attuale Svizzera. Giulio Cesare (De bello Gallico iii. 1, 6) li colloca nel canton Vallese tra i Nantuati e i Seduni. La loro capitale era Octodurus (oggi Martigny); per questo Plinio li chiama Octodurenses.
Dione Cassio (xxxix. 5), citando Cesare come fonte, afferma che il loro territorio si estendeva da quello degli Allobrogi, il lago di Ginevra fino alle Alpi; il che probabilmente non è vero.
Strabone (iv.) li menziona con il nome di "Varagri", collocandoli tra i Caturigi e i Nantuati; Plinio (iii. 20) li descrive tra i Seduni e i Salassi: questi ultimi erano sul lato italiano delle Alpi, nell'attuale Valle d'Aosta. 
Livio (xxi. 38) li colloca tra le Alpi, sulla strada che conduce al passo delle Alpi Pennine, o al Gran San Bernardo, il che è corretto. Riporta anche che il passo era occupato da "tribù semigermaniche", lasciando così qualche dubbio sulla loro reale appartenenza etnica.

## Conquista romana
I Veragri vennero sottomessi a Roma nel contesto delle campagne di conquista di Augusto di Rezia e arco alpino, condotte dai suoi generali Druso maggiore e Tiberio (il futuro imperatore) contro i popoli alpini tra il 16 e il 15 a.C.
Il nome dei Veragri è ricordato nel Trofeo delle Alpi ("Tropaeum Alpium"), monumento romano eretto nel 7-6 a.C. per celebrare la sottomissione delle popolazioni alpine e situato presso la città francese di La Turbie:
(Trofeo delle Alpi, Iscrizione frontale)

### Fonti primarie
- Trofeo delle Alpi